# Clark Taylor
Clark Taylor est un scénariste américain.

## Filmographie

### Comme scénariste
- 2010 : Trees (court métrage)
- 2010 : Deep Green (documentaire)
- 2010 : The Krill Is Gone (court métrage)

## Comme producteur
- 2010 : Deep Green (documentaire)